# Walentina Michailowna Kusnezowa

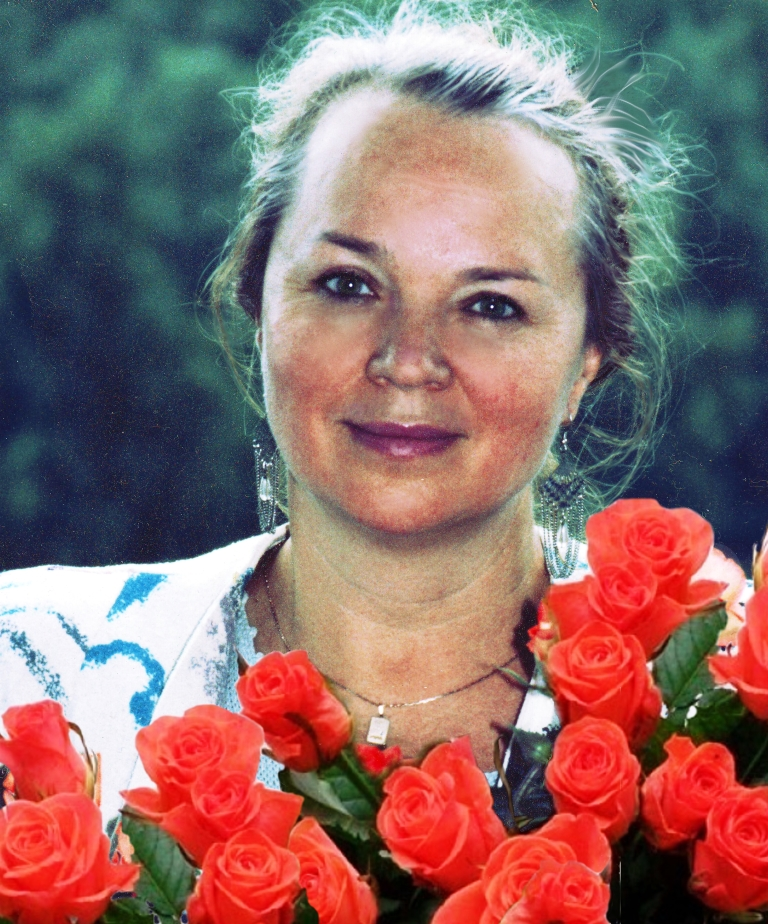
Walentina Michailowna Kusnezowa

Walentina Michailowna Kusnezowa (russisch Валентина Михайловна Кузнецова; * 21. Januar 1937 in Moskau; † 3. September 2010) war eine sowjetisch-russische Funktechnikerin und Polarforscherin.

## Leben
Zu Beginn des Deutsch-Sowjetischen Krieges wurde Kusnezowas Vater zur Roten Armee eingezogen und an die Front geschickt. Die Mutter mit ihren beiden Kindern kehrte in ihr Heimatdorf in der Oblast Kursk zurück, wo sie die deutsche Besatzung überlebte. Nach dem Krieg zerfiel die Familie, und Walentina Kusnezowa kam mit dem Vater nach Moskau. Sie ging zur Schule und betätigte sich im Moskauer Haus der Pioniere. Sie begeisterte sich fürs Skilaufen und gewann die Landesmeisterschaft für Junioren.
Kusnezowa studierte 1951–1955 am Moskauer Technikum für Architektur und Bauwesen. Darauf arbeitete sie als Architekt-Technikerin im Projektierungsinstitut Gipropischtscheprom der Lebensmittelindustrie. Als erstrangige Skiläuferin nahm sie im Kader der Sportgesellschaft Pischtschewik mehrfach an Moskauer Meisterschaften teil.
1956 begann Kusnezowa das Abendstudium an der Radio-Fakultät des Moskauer Staatlichen Luftfahrtinstituts (MAI). Sie verließ dann das Gipropischtscheprom und wurde mit Unterstützung der Sport-Fakultät 1957 in das Tagesstudium der Radio-Fakultät aufgenommen. Im Kader der MAI-Auswahl der Sportgesellschaft Nauk (Wissenschaft) nahm sie erfolgreich an vielen Skimeisterschaften teil. 1958 heiratete sie und bekam 1961 ihre Tochter Irina. Sie wurde in die Nationalmannschaft aufgenommen und trainierte zusammen mit Alewtina Pawlowna Koltschina. 1962 schloss sie das Studium am MAI ab und arbeitete nun im Forschungsinstitut für Funkgerätebau NIIRP.
1966 gründete Kusnezowa die Skiläuferinnen-Gruppe Meteliza (Schneesturm), deren Kapitänin sie dann war. Mit der Gruppe bereitete sie eigenständige Polarforschungsexpeditionen vor und führte 12 Expeditionen in die Arktis, 3 Expeditionen in die Antarktis und 4 Rallyes in Skandinavien und Nordeuropa durch. Sie war Präsidentin des Internationalen Polarexpeditions- und Sportzentrums Meteliza.
Kusnezowa wurde auf dem Moskauer Friedhof Wostrjakowo begraben. 2011 erschien das Buch über Meteliza an den Polen der Erde von Kusnezowa mit Irina Bojanowna Solowjewa als Koautorin.

## Ehrungen, Preise
- Sportmeisterin der Sowjetunion